# Borset
Borset est un hameau de la section de Vaux-et-Borset de la commune belge de Villers-le-Bouillet, en Province de Liège, en Région wallonne.

## Situation
Implanté à l'écart des grands axes routiers, ce hameau essentiellement agricole et résidentiel de la Hesbaye liégeoise avoisine les villages de Vaux à l'ouest, Aineffe au nord et Chapon-Seraing à l'est.
Le nom de Borset trouve son origine dans le mot latin bruscia (« broussaille »).

## Patrimoine

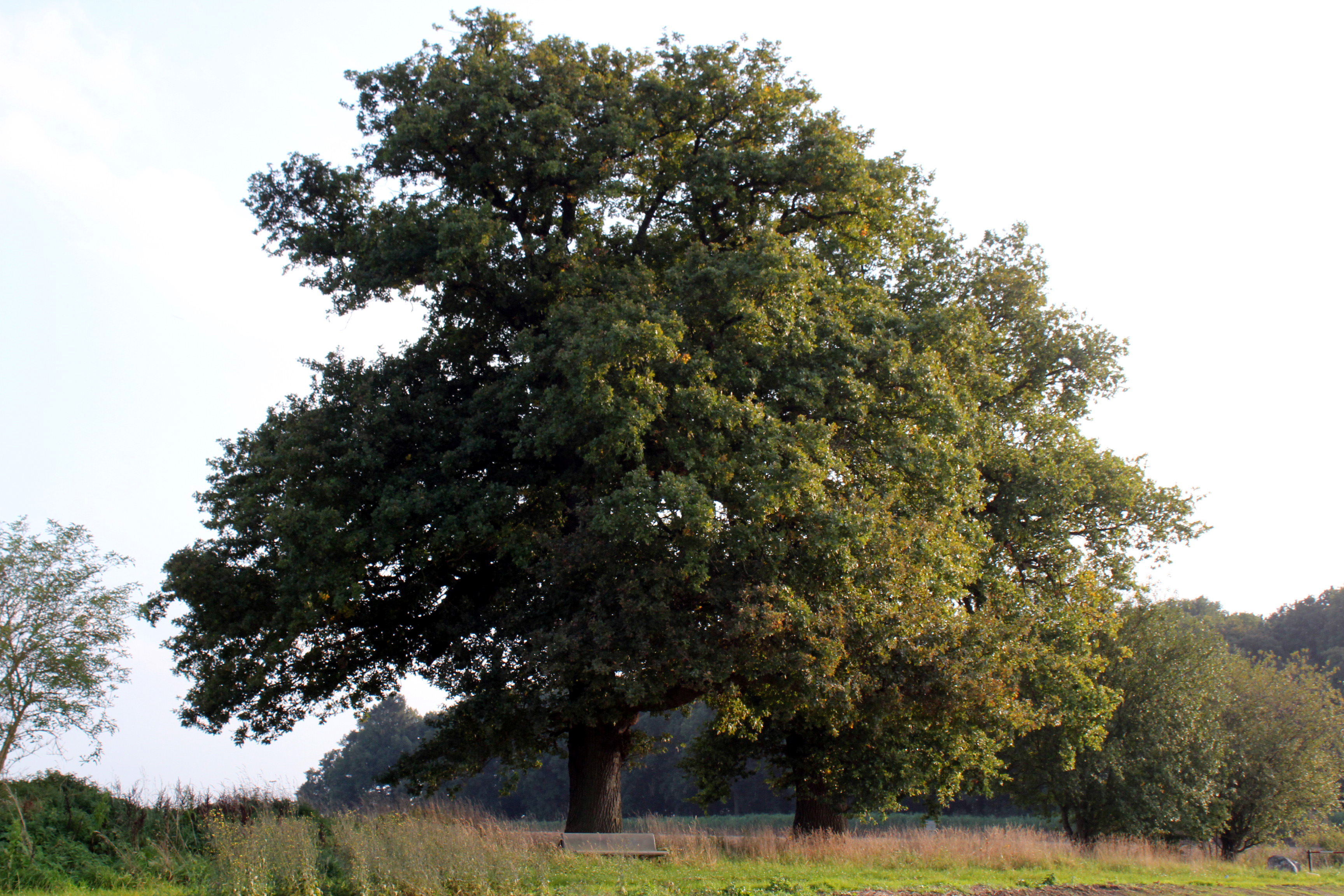
Orme dit de la Bourlotte.

Un château datant de 1900 est situé au centre du hameau de Borset. Il est entouré d'un parc arboré. Depuis 2021, l'ancienne orangerie du château a été transformée en restaurant semi-gastronomique à l'abri des regards depuis la rue.
Le hameau possède deux anciennes fermes en carré à caractère hesbignon : la ferme du Château dont l'origine remonte au milieu du XVIIe siècle et la ferme de Bourlotte bâtie dès le XVIIe siècle et transformée au XIXe siècle. D'autres anciennes fermes de tailles plus modestes se trouvent aussi dans le village au n°1 de la rue de la Bourlotte (datant seconde moitié du XVIIe siècle) et au n°35 de la rue de Borlez (datant du XVIIIe siècle).